# James TW
James Taylor-Watts, mer känd under namnet James TW, född 27 oktober 1997 i Barford, Warwickshire, är en brittisk sångare och låtskrivare. Han är mest känd för sin låt "When You Love Someone", som släpptes 2016. Låten har placerat sig på plats 28 på listan Billboard Adult Pop Songs.

## Diskografi
Album
- Chapters (2019)

EP
- Just a Number (2014)
- First Impressions (2016)[3]
- Heartbeat Changes Part One (2021)

Singlar
- "Black & Blue" (2015)
- "When You Love Someone" (2016)
- "Crazy" (2016)
- "Ex" (2017)
- "Please Keep Loving Me" (2017)
- "Say Love" (2018)
- "Last Christmas" (2018)
- "Soldier" (2018)
- "You & Me" (2019)
- "Butterflies" (2021)
- "Ahead Of Myself" (2022)